# تكسومين أجيري
تكسومين أجيري ، دومينغو أجيري أو دومينغو دي أغيري باديولا ولد يوم 4 مايو 1864 في اندوراو وتوفي يوم 14 يناير 1920 في زومايا، هو كاهن اسباني من الباسك وكاتب واكاديمي للغات الباسك و الاسبانية . ويعتبر في الأدب الباسكي أحد مبدعي الرواية الباسكية.
في قريته الأصلية، في أونداروا، يحمل اسمه اكاستولا التابع للابرشية . هناك أيضًا جمعية، وفي احتفالات اندورا ( 15 اوت )، إحدى التامبرودا التي تحمل اسمه.